# Saturn Award de la meilleure affiche
Le Saturn Award de la meilleure affiche (Saturn Award for Best Poster Art) est une récompense cinématographique décernée en 1983 par l'Académie des films de science-fiction, fantastique et horreur (Academy of Science Fiction Fantasy & Horror Films).

## Palmarès
Note : L'année indiquée est celle de la cérémonie, récompensant les films sortis au cours de l'année précédente.

### Années 1980
- 1983 : John Alvin pour E.T. l'extra-terrestre
  - Johann Costello pour Creepshow
  - Richard Amsel pour Dark Crystal
  - Edd Riveria pour Halloween 3 : Le Sang du sorcier
  - Gerald Scarfe pour Pink Floyd : The Wall